# Jenee Fleenor
Jenee Fleenor (Springdale, ...) è una musicista e cantautrice statunitense.

## Biografia
Jenee Fleenor ha imparato a suonare il violino all'età di tre anni. Ha iniziato la sua carriera suonando dal vivo per Martina McBride e Terri Clark, per poi esibirsi e contribuire ai dischi di Jon Pardi, Steven Tyler e Blake Shelton. Nel 2015 ha vinto il suo primo CMA Award. Nel 2019 ha pubblicato il suo primo album solista Fiddle & Steel e le è stato consegnato, in occasione dei CMA Award, il premio per il musicista dell'anno, diventando la prima donna a vincerlo.
Come autrice ha scritto brani per cantanti come Dolly Parton, Gretchen Wilson e Kathy Mattea.

## Discografia

### Album in studio
- 2019 – Fiddle & Steel